# Chiloxanthus pilosa
Chiloxanthus pilosa är en insektsart som först beskrevs av Carl Fredrik Fallén 1807.  Chiloxanthus pilosa ingår i släktet Chiloxanthus och familjen strandskinnbaggar. Inga underarter finns listade i Catalogue of Life.